# 中映プロダクション
有限会社中映プロダクション（ちゅうえいプロダクション）は、かつて存在した日本の映画製作・配給会社である。1963年（昭和38年）3月、祖父江羊己が東京都港区に設立した。略称は中映プロ（ちゅうえいプロ）。

## 沿革
- 1963年3月 - 設立[1][2][3]
- 1967年 - 活動停止[4][5][6]

## 概要
1963年（昭和38年）3月、祖父江羊己が東京都港区西新橋2丁目39番8号に設立した。記録にみる設立第1作は、翌1964年（昭和39年）8月17日に公開された、新東宝出身の女優である扇町京子主演による『行為の果て』である。同作の監督については、文化庁の日本映画情報システム、日本映画データベースのいずれにも辰巳敏輝と記されているが、同時代資料である『映画年鑑 1966』には、小林悟（1930年 - 2001年）と記されている。小林悟は、同作のほかにも、同社で『肉体の妖精』（同年）、『肉体の賭け』（1965年）、『誘拐』（同年）の3作を手がけている。主演の扇町京子は『肉体の妖精』にも続けて出演した。同作の脚本を手がけた岩沢庸徳（1912年 - 1970年）は、戦前の松竹大船撮影所出身の監督であり、新東宝で『肉体の魅惑』（1956年）を監督したこともあったが、成人映画に関わったのは本作が最初であり、劇場用映画に関わったのは本作の脚本が最後になった。
1965年（昭和40年）5月に公開された『鎖の女』および『妾ごろし』を監督した鶴巻次郎は、大映東京撮影所出身の監督、西條文喜（1912年 - 1987年）の変名である、とかつての西條の助監督であった渡辺護が証言している。『肉体の妖精』でチーフ助監督を務めた大野裕司（のちの堀越善明、1935年 - ）は、同年8月31日に公開された『火遊び』で監督を務めている。同作の配給については、日本映画データベースには関東映配（代表・星光一郎）と記載されているが、同時代資料である『映画年鑑 1967』には明光セレクト（代表・津谷明治）であると書かれている。同作を最後に、製作会社として同社のクレジットは見られなくなるが、1966年（昭和41年）10月までの情報が掲載されている『映画年鑑 1967』には、同社の詳細が掲載されている。「企画」としてクレジットされた『肉体の妖精』『鎖の女』の城神郎、『火遊び』の伴照夫は、同年8月に公開された小林悟監督の『甘い体臭』（製作アルスプロダクション、配給関東映配）では、城が企画、伴が脚本に名を連ねている。同社代表であった祖父江についてのその後の動向等は、不明である。
同社が製作あるいは配給した作品のうち、東京国立近代美術館フィルムセンターには、『肉体の妖精』のみの上映用プリントが所蔵されている。

## 企業データ
- 社名 : 有限会社中映プロダクション[1][2]
- 所在地 : 東京都港区西新橋2丁目39番8号、現在の鈴丸ビルの位置[19]
北緯35度39分53秒 東経139度45分10秒 / 北緯35.66472度 東経139.75278度
- 代表取締役社長 : 祖父江羊己
- 事業内容 : 映画の製作・配給
- 資本金 : 50万円（1966年[1] - 1967年[2]）
- 設立 : 1963年3月[1][2][3]

## おもなフィルモグラフィ
すべて「配給」あるいは「製作」であり、特筆しないものはすべて「製作」である。東京国立近代美術館フィルムセンター（NFC）等の所蔵状況についても記す。
- 『行為の果て』 : 製作祖父江羊己、監督辰巳敏輝[5][6]（小林悟[7]）、脚本岩沢庸徳、主演扇町京子、製作中映プロダクション・新東宝興業、配給新東宝興業、1964年8月17日公開（映倫番号 13646）
- 『肉体の妖精』 : 企画城神郎[4]、製作祖父江羊己、監督小林悟、脚本黒木穣[4]、主演ハニー・シェル、1964年10月公開（映倫番号 13729） - 製作、69分の上映用ポジプリントをNFCが所蔵[4]
- 『肉体の賭け』[6][7]（『肉体の賭』[5]） : 監督小林悟、主演千月のり子、1965年2月公開（映倫番号 13794）
- 『鎖の女』 : 企画城神郎、製作祖父江羊己、監督鶴巻次郎、脚本伴照夫、主演福光康子、1965年5月公開（映倫番号 13925）
- 『妾ごろし』 : 監督鶴巻次郎、配給日本シネマ、1965年5月公開（映倫番号 13990）
- 『誘拐』（かどわかし） : 監督小林悟、主演三枝洋子、配給関東映配、1965年7月成人映画指定（のち公開）
- 『火遊び』 : 企画伴照夫、監督大野裕司、主演冬木京二・大西純子、配給関東映配[6]（明光セレクト[8]）、1965年8月31日公開（映倫番号 14133）